# Янко Желязков
Янко Желязков е български революционер, одрински деец на Вътрешната македоно-одринска революционна организация.

## Биография
Янко Желязков е роден в 1870 година в Мустафа паша в Османската империя, днес Свиленград, България. Влиза във ВМОРО и изпълнява терористични задачи. В 1903 година убива турски шпионини и лежи 3-4 месеца в затвор. След излизането от затвора става нелегален четник в четата на Георги Тенев, с която участва в Илинденско-Преображенското въстание.
При избухването на Балканската война в 1912 година заедно с Ангел Диамандиев и Яни Таушанов е войвода на Първи свиленски доброволчески отряд на Македоно-одринското опълчение, който по-късно влиза в 14 воденска дружина.